# Асе
Асе (фр. Assay) је насељено место у Француској у региону Центар, у департману Ендр и Лоара.
По подацима из 2011. године у општини је живело 167 становника, а густина насељености је износила 11,49 становника/km².

## Демографија
| 1962. | 1968. | 1975. | 1982. | 1990. | 2011. |
| ----- | ----- | ----- | ----- | ----- | ----- |
| 227   | 225   | 163   | 168   | 173   | 167   |